# Playing-Ability-Test
Der Playing-Ability-Test (kurz: PAT) ist ein von Ralph Eckert, Jorgen Sandman und Andreas Huber entwickeltes Trainings- und Bewertungssystem für Poolbillardspieler.
Der PAT deckt alle wichtigen Bereiche des Billardsports ab und dient vielen Billardvereinen als Trainingsbasis.
Wenn man genug trainiert hat, kann man vor einem offiziellen PAT-Prüfer eine Prüfung ablegen. Möglich sind Ergebnisse von „nicht bestanden“, über „PAT 1“ (Hobbyspieler) bis hin zu „PAT 3“ (Weltstar).
Jorgen Sandman hat hierzu PAT Start geschrieben, welches sich von der Leistung an die Einsteiger wendet. PAT Start ist offizieller Bestandteil der Trainerassistenz-Ausbildung innerhalb der Deutschen Billard-Union. PAT 1 ist in die Trainer C-Ausbildung integriert. Das erreichte Ergebnis wird auch ins Internet gestellt, wo man sich dann mit anderen Billardspielern aus der ganzen Welt vergleichen kann.
Der PAT ist vergleichbar mit den Gürtelprüfungen beim Kampfsport, da man für einen bestandenen PAT ein speziell gefärbtes Emblem bekommt und dieses auf der Kleidung tragen darf.

## Veröffentlichungen
Zu den PAT Stufen 1–3 gibt es eine DVD-Serie und 4 begleitende Arbeitshefte in der deutschen Sprache.
- PAT Start – Print ISBN 978-3-9810400-9-8, E-Book ISBN 978-3-941484-28-3 (PDF),
- PAT 1 – Print ISBN 978-3-9810400-0-5, E-Book ISBN 978-3-941484-61-0 (PDF),
- PAT 2 – Print ISBN 978-3-9810400-1-2, E-Book ISBN 978-3-941484-62-7 (PDF), ISBN 978-3-946128-02-1 (epub)
- PAT 3 – Print ISBN 978-3-9810400-2-9, E-Book ISBN 978-3-941484-63-4 (PDF)

Alle Titel sind auch in englischer Sprache erhältlich.
PAT Start ist ebenfalls in den Sprachen Russisch ISBN 978-3-941484-15-3 und Spanisch erschienen.
Die Bücher sind im Litho-Verlag e.K. Wolfhagen erscheinen. Die DVD wurden von Cueball Vision GmbH (Geschäftsführer Walter Wurm und Dieter Sauer), München produziert und werden seit der Firmenauflösung über den Litho-Verlag vertrieben.
In den DVDs werden die einzelnen Übungen von Andreas Huber und Ralph Eckert besprochen und zur Veranschaulichung von Thorsten Hohmann gespielt. Aufgenommen wurden diese DVDs in der BAD (Billard Akademie Dachau). Die Regie führte Michael Billinger. Produzent ist Walter Wurm.